# Georg Friedrich Creuzer
Georg Friedrich Creuzer, né à Marbourg (landgraviat de Hesse-Cassel) le 10 mars 1771 et mort à Heidelberg (Grand-duché de Bade) le 16 février 1858, est un archéologue et philologue allemand.

## Biographie

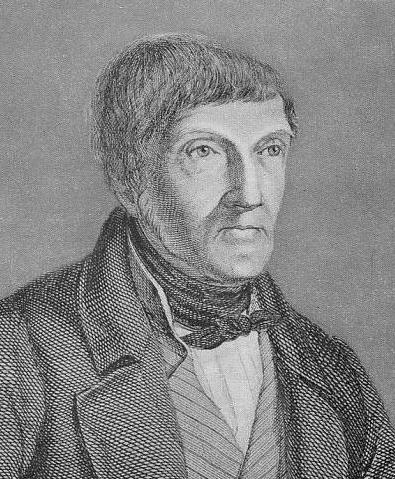
Georg Friedrich Creuzer.

Il est nommé professeur de philologie et d'histoire ancienne à Heidelberg (1804-1858). Il publie à Leipzig de 1810 à 1812, en allemand, La Symbolique et la mythologie des peuples anciens. Cet ouvrage, que Joseph-Daniel Guigniaut traduit en le refondant, rend son nom célèbre par toute l'Europe, mais il soulève en Allemagne une vive polémique.
On lui doit en outre un grand nombre de travaux d'histoire et d'archéologie : 
- De l'Art historique chez les Grecs (1802)
- Dionysus, de rerum bacchicarum originibus (1808)
- Études sur les antiquités romaines (1824)
- De l'histoire et de l'archéologie romaines (1836)
- plusieurs éditions d'auteurs anciens, entre autres une édition de Plotin (3 volumes, 1835)

Il fit paraître en 1848 son autobiographie sous le titre de Vie d'un vieux professeur.
Friedrich Creuzer est membre de presque toutes les sociétés savantes d'Europe et associé étranger de l'Académie des inscriptions et belles-lettres. Il y a une médaille pour Creuzer.

### La mort de Karoline von Günderrode

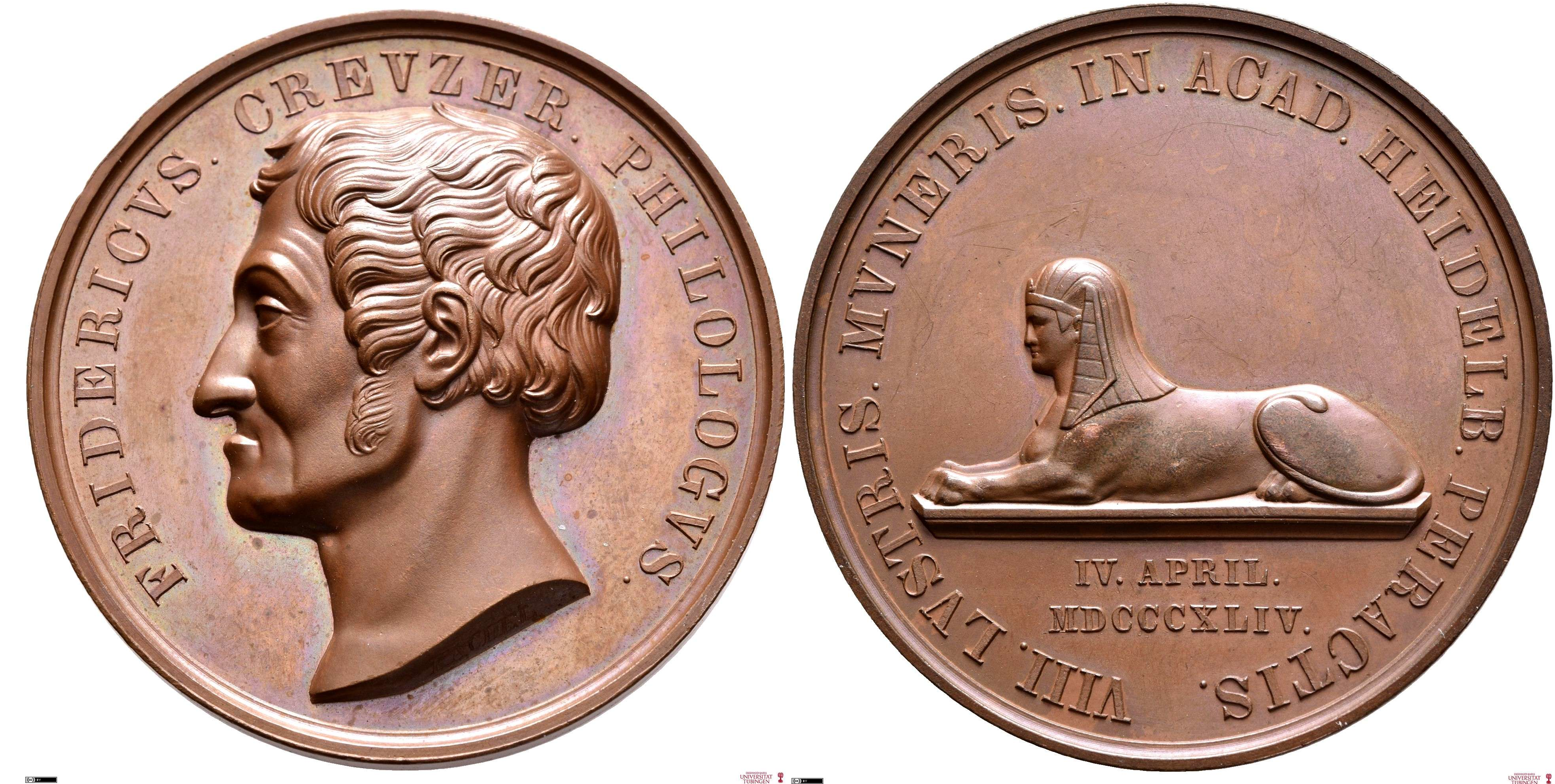
Médaille Georg Friedrich Creuzer 1844

Lors d’une excursion à l’abbaye de Neuburg près de Heidelberg en 1804, Frédéric Creuzer, marié à une femme de treize ans plus âgée, fait la connaissance de la jeune poétesse Karoline von Günderode qui éprouve un immense amour pour lui. Caroline écrit à Creuzer une des plus belles lettres de la littérature allemande où elle confiait qu’elle serait incapable de supporter la perte de son amour. Après avoir répondu quelque temps à cette passion, Frédéric Creuzer se réconcilie dès le 26 juillet 1806 avec son épouse et annonce à Karoline la rupture de leur relation.
Désespérée, Karoline se rend à Winkel le long de la rive du Rhin et se perce le cœur d’un stylet à manche d’argent. On découvre le lendemain son cadavre flottant sur l’eau.
Frédéric Creuzer, savant devenu célèbre dans toute l'Europe, fait tout pour empêcher la publication du livre posthume de Karoline, Melete (Μελετή), où il apparaissait sous les traits d’Eusebio, et ce n'est que cent ans après la mort de la poétesse que cette œuvre peut paraître.